# Clot de l'Infern (Pinell de Solsonès)
|  | Aquest article tracta sobre el barranc a Pinell de Solsonès. Vegeu-ne altres significats a «Barranc de l'Infern (desambiguació)». |

El Clot de l'Infern, anomenat també Barranc de l'Infern, és un torrent afluent per l'esquerra de la Riera de Madrona que neix a poc menys de 200 m. a llevant de l'església de Santes Creus de Bordell. Inicialment pren la direcció cap a les 5 del rellotge però, després de traçar un arc cap a l'esquerra, acaba fent la major part del seu curs en la direcció global cap a les 11 del rellotge. Després de fer tot el seu curs pel terme municipal de Pinell de Solsonès, desguassa al seu col·lector aigües avall de Madrona entre les masies de Mosella (a llevant) i de Cal Llobet (a ponent).
La seva xarxa hidrogràfica, que també transcorre íntegrament pel terme municipal de Pinell de Solsonès, està constituïda per 25 cursos fluvials la longitud total dels quals suma 13.926 m.